# Matt Craven
Matt Craven, pseudonimo di Matthew John Crnkovich (Port Colborne, 10 novembre 1956), è un attore canadese.

## Biografia
Nick Crnkovich, il padre di Matt, muore 6 settimane dopo la sua nascita, la madre Jeanna (parrucchiera) decide di trasferirsi a St. Catharines, Ontario. Il ragazzo passa qui parte della sua infanzia, è un ottimo studente, giocatore di hockey su ghiaccio e baseball. Quando l'attività della madre finisce in bancarotta, il giovane Craven inizia diversi lavori, anche in Europa. Tornato in Canada, inizia l'attività recitativa, dopo aver assistito ad una rappresentazione teatrale di Dracula.
Il primo film di Craven, Polpette, al fianco di Bill Murray, fu un grande successo e lanciò la carriera di Craven nel cinema e nella commedia. Noto soprattutto come attore caratterista che lavora in televisione e al cinema, tra i suoi film figurano Allarme rosso, Codice d'onore, X-Men - L'inizio, Nemico pubblico - Public Enemies , Disturbia, Déjà vu - Corsa contro il tempo, The Life of David Gale, Tin Men - 2 imbroglioni con signora e K2 - L'ultima sfida. Negli anni successivi Craven ha recitato in diversi pilot di commedie.
Il suo primo film drammatico di rilievo è stato Jacob's Ladder, un cult drammatico/horror/misterioso che segue un veterano del Vietnam tormentato dai fantasmi del passato mentre cerca di scoprire il suo passato mentre soffre di un grave caso di dissociazione. Craven ha interpretato Michael, un chimico della divisione di guerra chimica dell'esercito dove lavorava a un farmaco che veniva somministrato segretamente all'unità dei veterani. In televisione, Craven ha lavorato con Steven Spielberg come personaggio fisso nella serie High Incident, in Il processo di Norimberga e Kingfish: A Story of Huey P. Long della TNT, e al fianco di Jeff Goldblum in Raines, in diverse stagioni della serie di successo internazionale NCIS e a lungo con il produttore/sceneggiatore Graham Yost in Justified, Dalla Terra alla Luna, The Pacific e Boomtown.

## Vita privata
L'attore è sposato con l'artista Sally Sutton dal 1992 ed ha due figli: Nicholas (1992) e Josephine (1995).

## Filmografia parziale

### Cinema
- Polpette (Meatballs), regia di Ivan Reitman (1979)
- Compleanno di sangue (Happy Birthday to Me), regia di J. Lee Thompson (1981)
- That's My Baby!, regia di John Bradshaw e Edie Yolles (1984)
- Tin Men - 2 imbroglioni con signora (Tin Men), regia di Barry Levinson (1987)
- Doppio inferno (Chattahoochee), regia di Mick Jackson (1989)
- Blue Steel - Bersaglio mortale (Blue Steel), regia di Kathryn Bigelow (1989)
- Allucinazione perversa (Jacob's Ladder), regia di Adrian Lyne (1990)
- K2 - L'ultima sfida (K2: The Ultimate High), regia di Franc Roddam (1991)
- Codice d'onore (A Few Good Men), regia di Rob Reiner (1992)
- Killer, regia di Mark Malone (1994)
- Allarme rosso (Crimson Tide), regia di Tony Scott (1995)
- Final Cut - Sfida esplosiva (The Final Cut), regia di Roger Christian (1995)
- Il giurato (The Juror), regia di Brian Gibson (1996)
- Quattro irresistibili brontoloni (Never Too Late), regia di Giles Walker (1996)
- Masterminds - La guerra dei geni (Masterminds), regia di Roger Christian (1997)
- Paulie - Il pappagallo che parlava troppo (Paulie), regia di John Roberts (1998)
- Le cose che so di lei (Things You Can Tell Just by Looking at Her), regia di Rodrigo García (2000)
- Il segno della libellula - Dragonfly (Dragonfly), regia di Tom Shadyac (2002)
- The Life of David Gale, regia di Alan Parker (2003)
- Timeline - Ai confini del tempo (Timeline), regia di Richard Donner (2003)
- The Statement - La sentenza (The Statement), regia di Norman Jewison (2003)
- In ostaggio (The Clearing), regia di Peter Jan Brugge (2004)
- Bandido, regia di Roger Christian (2004)
- Assault on Precinct 13, regia di Jean-François Richet (2005)
- Déjà vu - Corsa contro il tempo (Déjà Vu), regia di Tony Scott (2006)
- Disturbia, regia di D.J. Caruso (2007)
- Una squadra molto speciale (The Longshots), regia di Fred Durst (2008)
- Nemico pubblico - Public Enemies (Public Enemies), regia di Michael Mann (2009)
- Devil, regia di John Erick Dowdle (2010)
- X-Men - L'inizio (X-Men: First Class), regia di Matthew Vaughn (2011)
- Sotto assedio - White House Down (White House Down), regia di Roland Emmerich (2013)
- Stonewall, regia di Roland Emmerich (2015)
- Awakening the Zodiac, regia di Jonathan Wright (2017)
- Lou, regia di Anna Foerster (2022)

### Televisione
- Il terrore viene dal passato (The Intruder Within), regia di Peter Carter – film TV (1981)
- High Incident – serie TV, 32 episodi (1996-1997)
- Dalla Terra alla Luna (From the Earth to the Moon), regia di Ron Howard, Brian Grazer, Tom Hanks e Michael Bostick – miniserie TV (1998)
- L.A. Doctors – serie TV, 24 episodi (1998-1999)
- Il processo di Norimberga (Nuremberg), regia di Yves Simoneau – miniserie TV (2000)
- E.R. - Medici in prima linea (ER) – serie TV, episodi 7x08-7x11-8x04 (2000-2001)
- The Cheap Seats - Tifo da stadio (Bleacher Bums), regia di Saul Rubinek – film TV (2001)
- Karol - Un uomo diventato papa (Karol: A Man Who Became Pope), regia di Giacomo Battiato – miniserie TV (2005)
- Senza traccia (Without a Trace) – serie TV, episodio 4x08 (2005)
- The Pacific, regia di Jeremy Podeswa, Carl Franklin, David Nutter e Timothy Van Patten – miniserie TV (2010)
- Justified – serie TV, 4 episodi (2010-2014)
- NCIS - Unità anticrimine (NCIS) – serie TV, 10 episodi (2011-2013)
- Resurrection – serie TV, 21 episodi (2014-2015)
- Sharp Objects, regia di Jean-Marc Vallée – miniserie TV (2018)
- Unspeakable – miniserie TV (2019)
- Stumptown – serie TV, episodi 1x15-1x18 (2020)
- Justified: City Primeval – miniserie TV (2023)
- L'ultima cosa che mi ha detto (The Last Thing He Told Me) – serie TV, episodio 1x04 (2023)
- Under the Bridge, regia di Geeta Vasant Patel, Kevin Phillips, Catherine Hardwicke, Nimisha Mukerji, Quinn Shephard e Dinh Thai – miniserie TV (2024)

## Doppiatori italiani
Nelle versioni in italiano delle opere in cui ha recitato, Matt Craven è stato doppiato da:
- Oliviero Dinelli ne Il giurato, Il processo di Norimberga, Devil, NCIS - Unità anticrimine, Resurrection, Unless - A meno che...
- Luca Dal Fabbro in Allarme rosso, Assault on Precinct 13, Stumptown
- Antonio Sanna in K2 - L'ultima sfida, Timeline - Ai confini del tempo
- Fabrizio Pucci in Paulie - Il pappagallo che parlava troppo, Senza traccia
- Pasquale Anselmo in The Life of David Gale, In ostaggio
- Gerolamo Alchieri in Stonewall, Lou
- Rodolfo Baldini ne Il terrore viene dal passato
- Mauro Gravina in Tin Men - 2 imbroglioni con signora
- Massimo Giuliani in Allucinazione perversa
- Vittorio Stagni in Codice d'onore
- Vittorio Guerrieri in Quattro irresistibili brontoloni
- Guido Sagliocca in High incident
- Roberto Del Giudice in Dalla Terra alla Luna
- Edoardo Nordio in E.R. - Medici in prima linea (ep. 7x08, 7x11)
- Angelo Maggi in Le cose che so di lei
- Maurizio Reti ne Il segno della libellula - Dragonfly
- Giorgio Locuratolo in The Statement - La sentenza
- Oreste Rizzini in Karol - Un uomo diventato papa
- Antonio Palumbo in Déjà vu - Corsa contro il tempo
- Massimo De Ambrosis in Disturbia
- Giorgio Lopez in Una squadra molto speciale
- Michele Gammino in Justified
- Paolo Marchese in The Pacific
- Gianni Giuliano in X-Men - L'inizio
- Ambrogio Colombo in Sotto assedio - White House Down
- Stefano De Sando in Sharp Objects
- Stefano Benassi in Under the Bridge